# خرد ناب
خرد ناب (آلمانی: Reine Vernunft؛ انگلیسی: Pure Reason) مفهومی محوری در فلسفه انتقادی ایمانوئل کانت است که در اثر اصلی او با عنوان سنجش خرد ناب (۱۷۸۱) به تفصیل بررسی شده است. کانت از این مفهوم برای توصیف قوه‌ای شناختی استفاده می‌کند که مستقل از تجربه حسی عمل می‌کند.

## ویژگی‌های خرد ناب
طبق نظر کانت، خرد ناب دارای این خصوصیات است:
- خودبنیادی: توانایی حکم کردن درباره خودش
- ترافرازندگی: فراتر رفتن از محدوده تجربه ممکن
- سازمان‌دهی مفاهیم: یکپارچه‌سازی مفاهیم فاهمه
- ایده‌آلیسم استعلایی: تولید ایده‌های تنظیم‌کننده مانند خدا، نفس و جهان

کانت در نقد عقل محض تأکید می‌کند که خرد ناب گرایش ذاتی به متافیزیک دارد، اما این گرایش اغلب به پارادوکس می‌انجامد.

## بحث دربارهٔ خرد ناب
بحث دربارهٔ خرد ناب و نقش آن در شناخت متافیزیکی انسان در دیالکتیک ترافرازنده کانت است. کانت دربارهٔ خرد ناب جدا از فاهمه و حسیّات بحث کرده و دیالکتیک ترافرازندهٔ کانت مبحثی جدا از منطق ترافرازنده او و زیبایی‌شناسی ترافرازندهٔ (استتیک ترافرازندهٔ) او می‌باشد. ;کانت عقیده دارد روح (شخصیت) و کیهان و خدا فقط ایده‌های برای یکپارچه کردن مفاهیم ناب فاهمه هستند
این ایده‌ها وجود (ماهیت) ندارند و تحت تأثیر رفلکس‌های ترافرازنده موجب یکپارچه کردن مفاهیم ناب فاهمه شده

## خرد ناب و شناخت متافیزیکی
کانت در کتابش سنجش خرد ناب بحث کرده که امکان شناخت متافیزیکی برای خرد ناب وجود دارد اما در نهایت اثبات وجود یا عدم وجود خدا با خرد ناب امکان‌پذیر نیست.

## مقایسه با مفاهیم مرتبط
| مفهوم    | ویژگی‌ها      | محدوده کاربرد   |
| -------- | ------------ | --------------- |
| فاهمه    | ادارک مفاهیم | حوزه تجربه ممکن |
| خرد ناب  | ایده‌پردازی   | فراتر از تجربه  |
| عقل عملی | تعیین بایدها | حوزه اخلاق      |

## نقدها و تأثیرات

### نقدهای فلسفی
- هگل: خرد ناب را بیش از حد محدود به حوزه نظر می‌دانست
- شوپنهاور: انتقاد به تمایز شدید بین فاهمه و خرد
- هابرماس: بازخوانی خرد ناب در چارچوب عقلانیت ارتباطی

### تأثیرات تاریخی
- تأثیر بر ایده‌آلیسم آلمانی
- نقش در شکل‌گیری پدیدارشناسی
- تأثیر بر فلسفه تحلیلی معاصر[۷]